# Giuda (film 2001)
Giuda, anche noto come Gli amici di Gesù - Giuda, è un film per la televisione del 2001, diretto da Raffaele Mertes.

## Distribuzione
Parte della collana Amici di Gesù insieme a Giuseppe di Nazareth, Maria Maddalena e Tommaso, la pellicola è stata trasmessa in prima TV mercoledì 11 aprile 2001 su Canale 5 in prima serata.

## Trama
L’apostolo Giuda ha lasciato la sua vita agiata per seguire Gesù, ma non capisce fino in fondo le scelte del suo Maestro e non lo sa amare senza rinunciare ai parametri di giudizio terreni e quindi finisce per tradirlo, rivelando al sinedrio e ai romani dove si nasconde. Infine quando vede Gesù morente sulla Croce, si rende conto della gravità dei suoi errori e, schiacciato dal senso di colpa, si toglie la vita impiccandosi.